# Sojuz 23
Sojuz 23 è la denominazione di una missione della navicella spaziale Sojuz verso la stazione spaziale sovietica Saljut 5 (ALMAZ 3). Si trattò del ventiduesimo volo con equipaggio di questa capsula, del quarantesimo volo nell'ambito del programma Sojuz sovietico nonché del secondo volo con equipaggio verso la predetta stazione spaziale. A causa di problemi di carattere tecnico, non riuscì la manovra d'aggancio con la stazione spaziale e la missione dovette essere interrotta anticipatamente.

## Equipaggio
- Vjačeslav Dmitrievič Zudov (primo volo), comandante
- Valerij Il'ič Roždestvenskij (primo volo), ingegnere di bordo

## Missione
Il volo verso la stazione spaziale di carattere militare Saljut 5 (ALMAZ 3) raggiunse la stazione stessa, ma la capsula non poté effettuare la manovra di aggancio, a causa di un errore dell'apposito congegno. Pertanto non si riuscì ad ottenere l'aggancio ermetico necessario per il passaggio dei cosmonauti. Questo errore ed i problemi ad esso collegati sono paragonabili con quanto intercorso durante la missione della Sojuz 15. Per l'ennesima volta il sistema d'aggancio automatico non aveva funzionato a regola d'arte e per una manovra d'aggancio eseguita pilotando la capsula manualmente non vi furono riserve di carburante sufficienti.
Dopo solo due giorni di missione si dovette dunque avviare la manovra di rientro in atmosfera e di atterraggio. Durante questa succedette un fatto del tutto inusuale ed inaspettato che per poco non costò la vita dell'equipaggio. Infatti l'atterraggio avvenne nel lago Tengiz, in parte coperto da uno strato di ghiaccio, proprio durante una forte bufera di neve. I paracadute si bagnarono e si riempirono rapidamente d'acqua tirando così, a causa del peso, la capsula con l'equipaggio sott'acqua. Diversi tentativi delle squadre di soccorso e di recupero di raggiungere la capsula mediante mezzi da trasporto anfibi non riuscirono (bisogna evidenziare che il lago ha una superficie pari a circa tre volte la superficie del Lago di Costanza o di circa quattro volte e mezzo del Lago di Garda, cioè circa 1.600 km²). Il riscaldamento della capsula venne immediatamente minimizzato onde risparmiare energia. Dopo diverse ore ed in seguito a più tentativi, finalmente dei sommozzatori riuscirono ad attaccare un cavo d'acciaio alla capsula. Appesa a questo cavo, la capsula poté essere riportata in riva al lago mediante un elicottero di recupero. A grande sorpresa e per la gioia delle squadre di soccorso i due cosmonauti rimasero completamente illesi.

## Ulteriori dati di volo
I parametri sopra elencati riportano i dati pubblicati immediatamente dopo il termine della fase di lancio. Le continue variazioni ed i cambi di traiettoria d'orbita sono dovute alle manovre di aggancio. Pertanto eventuali altre indicazioni risultanti da fonti diverse sono probabili ed attendibili in considerazione di quanto descritto.